# 3555 Miyasaka
3555 Miyasaka (1931 TC1) là một tiểu hành tinh vành đai chính được phát hiện ngày 6 tháng 10 năm 1931 bởi K. Reinmuth ở Heidelberg.